# 上元 (唐高宗)
上元（674年八月—676年十一月）是唐高宗李治的第八個年号。唐朝使用这个年号共2年餘。

## 改元
- 咸亨五年——八月十五日，改元上元元年。[2][3][4]
- 上元三年——十一月八日，改元儀鳳元年。[5][6][7]

## 纪年
| 上元 | 元年  | 二年  | 三年  |
| ---- | ----- | ----- | ----- |
| 公元 | 674年 | 675年 | 676年 |
| 干支 | 甲戌  | 乙亥  | 丙子  |

## 逝世
- 上元二年——李弘，皇太子
- 上元三年——王勃，唐朝诗人

## 參看
- 中國年號索引
- 其他使用上元年號的政權

## 引用
1. ↑  李崇智，《中國歷代年號考》，第99頁。
2. ↑  劉昫.  . 维基文库.「〔咸亨五年〕秋八月壬辰，追尊宣簡公為宣皇帝，懿王為光皇帝，太祖武皇帝為高祖神堯皇帝，太宗文皇帝為文武聖皇帝，太穆皇后為太穆神皇后，文德皇后為文德聖皇后。皇帝稱天皇，皇后稱天后。改咸亨五年為上元元年，大赦。」
3. ↑  歐陽脩.  . 维基文库.「〔上元元年〕八月壬辰，皇帝稱天皇，皇后稱天后。追尊六代祖宣簡公為宣皇帝，妣張氏曰宣莊皇后；五代祖懿王為光皇帝，妣賈氏曰光懿皇后。增高祖、太宗及后謚。大赦，改元，賜酺三日。」
4. ↑  司馬光.  . 维基文库.「上元元年……秋，八月，壬辰，……改元，赦天下。」
5. ↑  劉昫.  . 维基文库.「〔上元三年十一月〕壬申，以陳州言鳳凰見於宛丘，改上元三年曰儀鳳元年，大赦。」
6. ↑  歐陽脩.  . 维基文库.「〔儀鳳元年〕十一月壬申，大赦，改元。」
7. ↑  司馬光.  . 维基文库.「〔儀鳳元年〕十一月，壬申，改元，赦天下。」